# Baie-James
Baie-James was tot 2014 een gemeente in het noorden van de Canadese provincie Québec. Het was met een oppervlakte van 297.329,66 km2 de op drie na grootste gemeente ter wereld – zeven en half keer zo groot als Nederland en bijna 10 keer zo groot als België. Desondanks woonden er in 2011 slechts 1.303 mensen in de gemeente, tegen 1.394 in 2006.
Baie-James is vernoemd naar de Jamesbaai (Frans: Baie James), de baai ten westen van de gemeente. De gemeente besloeg 98% van het territorium Jamésie, hoewel het minder dan 5% van de bevolking van Jamésie bevat.

## Geschiedenis
De gemeente werd gevormd in 1971, toen de Canadese overheid begon met de aanleg van een aantal waterkrachtcentrales in het gebied. De gemeente werd oorspronkelijk bestuurd door de Société de développement de la Baie James. In 2001 werd een gemeenteraad gevormd bestaande uit de burgemeesters van de aangrenzende plaatsen Chapais, Chibougamau, Lebel-sur-Quévillon en Matagami en de voorzitters van de plaatselijke raden van Radisson, Valcanton en Villeboi. Een achtste zetel was gereserveerd voor een representant van het niet-stedelijke gebied.
Sinds 2002 beheerde de gemeente de Route de la Baie-James, een weg van 620 kilometer van Matagami naar Radisson die in de jaren 1970 werd aangelegd om het gebied te ontsluiten voor de aanleg van de waterkrachtcentrales.
De regering van Québec en de vertegenwoordigers van de lokale inheemse Creebevolking ondertekenden op 24 juli 2012 een akkoord om deze laatste meer inspraak te geven. Als gevolg van dit akkoord werd de gemeente Baie-James op 1 januari 2014 opgeheven en vervangen door de regionale overheid Eeyou Istchee Baie-James.